# Johan Marin
Johan Marin (Den Haag, 15 juli 1858 – Oudewater, 10 januari 1904) was een Nederlands componist en theater- en militaire kapelmeester.
Van deze componist en dirigent is niet veel bekend. Hij werkte als theater- en militaire kapelmeester. Als componist schreef hij werken voor harmonie- en fanfareorkest. Bekend zijn de Freya ouverture en zijn Suite, voor harmonie- of fanfareorkest. 